# Puerta del Mar (Alicante)
La Puerta del Mar es una céntrica plaza de la ciudad española de Alicante formada por dos grandes isletas ajardinadas. Está situada entre los paseos de la Explanada y del Postiguet, a medio camino entre el ayuntamiento, el puerto y la playa. Recibe este nombre en referencia a una puerta de las antiguas murallas de Alicante (derribadas durante la segunda mitad del siglo XIX) que se encontraba en ese mismo lugar.

## Descripción
La plaza está formada por dos grandes isletas que recogen el tráfico de las avenidas Conde de Vallellano y Juan Bautista Lafora. La mayor de las isletas, la más cercana a la playa del Postiguet, se compone de un jardín con flores de colores llamativos y varios conjuntos de palmeras. Esta isleta acoge además el polémico Monumento al Soldado de Reemplazo, inaugurado por el ministro de Defensa, Federico Trillo, en 2001. La isleta más pequeña, más próxima a la plaza del Ayuntamiento, dispone de una fuente ornamental redonda, instalada en 1959, cuyos chorros se iluminan de noche con luces de colores. Hay también un pequeño camino de piedras (con unos bancos para sentarse a la sombra de las palmeras) y un mosaico floral que conforma el escudo de Alicante.
Desde diciembre de 2016, la plaza exhibe también un barco velero, fruto de un acuerdo con la Volvo Ocean Race. El velero participó en la primera edición de la Vuelta al Mundo y fue reubicado para promover la salida de la competición en la ciudad.